# Onkel-Emil-Park

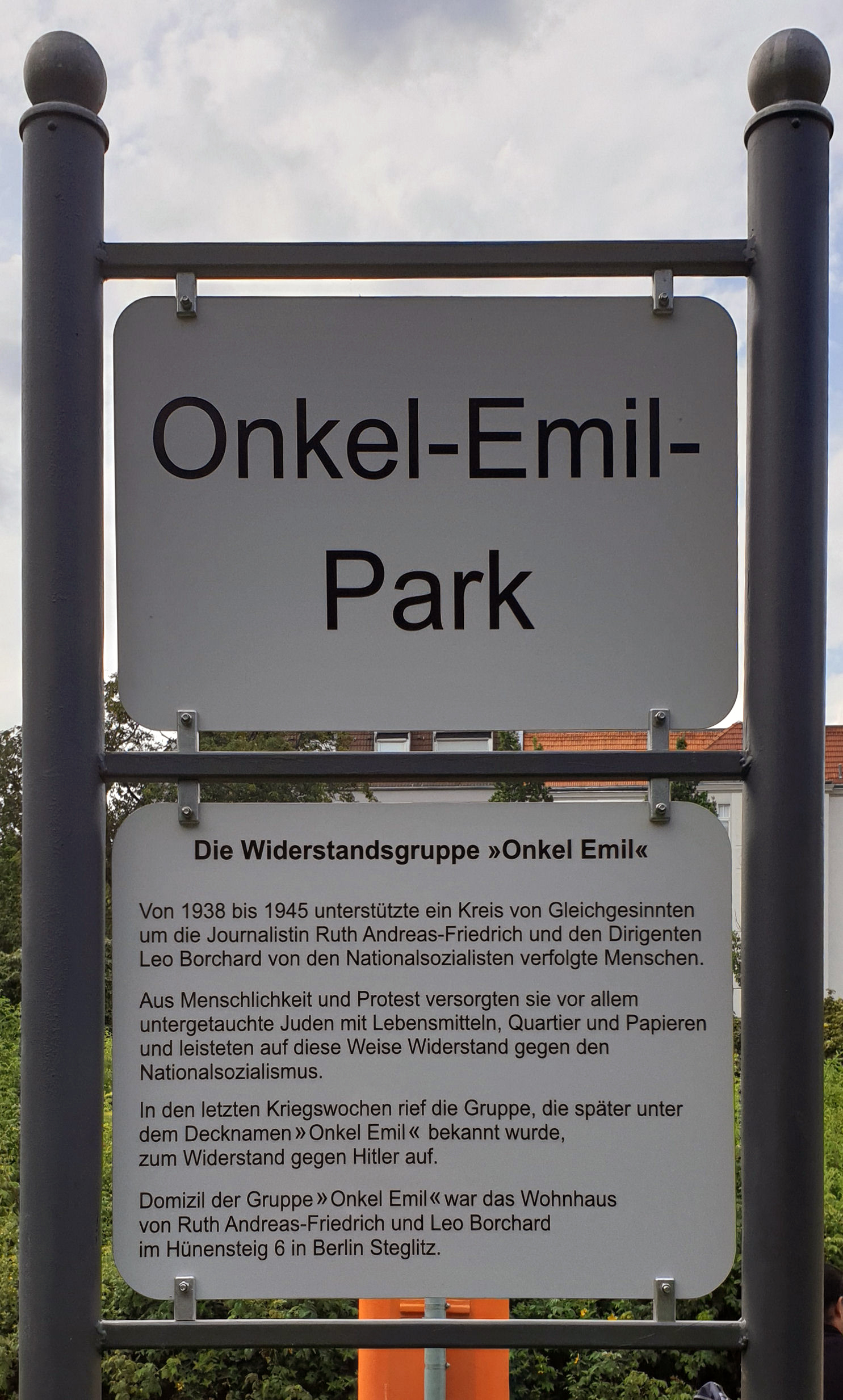
Gedenktafel im Onkel-Emil-Park

Der Onkel-Emil-Park ist eine öffentliche Grün- und Erholungsanlage im Berliner Ortsteil Steglitz des Bezirks Steglitz-Zehlendorf. Er ist nach der zwischen 1938 und 1945 aktiven Widerstandsgruppe Onkel Emil benannt.

## Lage
Die Anlage befindet sich unmittelbar hinter dem Einkaufszentrum Forum Steglitz, das die Fläche in östlicher Richtung begrenzt. Umschlossen wird der Park im Süden von der Gutsmuthsstraße, im Westen von der Hackerstraße und im Norden von der Bornstraße, die gleichzeitig die Grenze zum Ortsteil Friedenau des Bezirks Tempelhof-Schöneberg bildet. In rund 100 Metern Entfernung verläuft die belebte Schloßstraße, an deren Ende sich der Walther-Schreiber-Platz mit U-Bahnhof befindet. Der Harry-Bresslau-Park ist die nächstgrößere Grünanlage in der Umgebung.

## Ausstattung
Die vier Zugänge zum Park befinden sich jeweils an den Ecken der Anlage in nordöstlicher, südöstlicher, südwestlicher und nordwestlicher Richtung. Alle diese Zuwege laufen auf das kreisförmige Zentrum des Parks zu. Dort befinden sich insgesamt zehn Sitzbänke sowie eine fest installierte Tischtennisplatte. Umsäumt wird die Fläche von zahlreichen Bäumen. 
Am 2. Februar 2021 hatte das Bezirksamt Steglitz-Zehlendorf auf Anregung von Anwohnern beschlossen, die zunächst namenlose Anlage nach der Widerstandsgruppe Onkel Emil zu benennen. Die Benennung fand am 15. Juli desselben Jahres statt. Seither befindet sich im östlichen Teil des Parks eine Gedenktafel.